# William Binney
William Edward Binney (11 de noviembre de 1943), es un matemático y exfuncionario de inteligencia de alto rango con la Agencia de Seguridad Nacional de los Estados Unidos (NSA) convertido denunciante quien renunció el 31 de octubre de 2001, después de más de 30 años con la agencia. Fue un crítico de alto perfil de sus exempleadores durante la administración de George W. Bush.
Binney siguió hablando durante la presidencia de Barack Obama sobre las políticas de recopilación de datos de la NSA, y continuó dando entrevistas en los medios de comunicación en relación con sus experiencias y sus opiniones sobre interceptaciones de comunicaciones por parte de organismos gubernamentales de los ciudadanos estadounidenses. En un caso legal, Binney ha testificado en una declaración jurada que la NSA es una violación deliberada de la Constitución de Estados Unidos.

## Premio
- 2015, Premio Sam Adams